# تام آدیمی
تام آدیمی (انگلیسی: Tom Adeyemi؛ زادهٔ ۲۴ اکتبر ۱۹۹۱) بازیکن فوتبال اهل بریتانیا است.
از باشگاه‌هایی که در آن بازی کرده‌است می‌توان به باشگاه فوتبال لیدز یونایتد، باشگاه فوتبال اولدهام اتلتیک، باشگاه فوتبال کاردیف سیتی، باشگاه فوتبال نوریچ سیتی، باشگاه فوتبال بیرمنگام سیتی، باشگاه فوتبال برنتفورد، و باشگاه فوتبال برادفورد سیتی اشاره کرد.